# Marwan El-Kamash
Marwan Mohamed Ismail Mohamed Aly El-Kamash (in arabo مروان محمد اسماعيل محمد على القماش‎?; 14 novembre 1993) è un nuotatore egiziano.

## Biografia
È fratello di Youssef El-Kamash, anche lui nuotatore di caratura internazionale.
Ha rappresentato l'Egitto ai Giochi olimpici estivi di Rio de Janeiro 2016, classificandosi 24º nei 200 m stile libero e 16º nei 400 m.
Ai Mondiali di Budapest 2017 ha realizzato il primato nazionale nei 200 metri stile libero, fissando il tempo in 1'47"40, nei 400 metri stile libero, completando la prova in 3'46"36 e nella staffetta 4x200 metri stile libero con Mohamed Samy, Ahmed Akramh e Marwan El-Amrawy.
Ha partecipato all'Olimpiade di Tokyo 2020, pazzandosi 14º nei 400 m stile libero e 16º negli 800 m. Nonostante si fosse qualificato, non è partito nei 1500 m.

## Record nazionali

### Seniores
- 200 metri stile libero: 1'47"40 ( Budapest, 24 luglio 2017)[3]
- 400 metri stile libero: 3'46"36 ( Budapest, 23 luglio 2017)[4]
- Staffetta 4x200 metri stile libero: 7:16.95 ( Budapest, 28 luglio 2017) (con Mohamed Samy, Ahmed Akramh e Marwan El-Amrawy)[5]

## Palmarès
- Giochi panafricani

Casablanca 2019: oro nei 200m sl e nella 4x200m sl, argento nei 400m sl e nella 4x100m sl, bronzo negli 800m sl.
Accra 2024: oro nei 200m sl, nei 400m sl, negli 800m sl, nei 1500m sl e nella 4x200m sl, argento nei 50m rana, nella 4x100m sl, nella 4x100m misti e nella 4x100m misti mista.
- Campionati africani

Algeri 2018: oro nei 400m sl, negli 800m sl, nei 1500m sl,  nei 200m farfalla, nella 4x100m sl, nella 4x200m sl e nella 4x100m misti, argento nei 200m sl.
Accra 2021: oro nei 200m sl, nei 400m sl, negli 800m sl, nei 1500m sl, nei 50m rana, nei 100m rana e nella 4x200m sl, bronzo nei 200m rana.
- Giochi del Mediterraneo

Tarragona 2018: bronzo nei 200m sl e nei 400m sl.